# HSQLDB
HSQLDB  (Hyper SQL Database)是一个用Java编写的关系数据库管理系统。它有一个JDBC驱动程序并且支持一个SQL-92和SQL:2008标准的较大子集。它提供了一个快速轻量级的数据库引擎，该数据库引擎提供基于磁盘和内存的表。有两种模式：嵌入式和服务器模式可供使用。
此外，它包括一些工具，如轻量级web服务器、命令行、GUI管理工具（可以作为应用程序单独运行）和一些演示实例。可以在1.1版本以上的JRE上运行，包括免费JRE，如Kaffe。
HSQLDB 遵循BSD协议。它在许多开源软件项目中被用作数据库和持久引擎，如OpenOffice Base、LibreOffice Base、the Standalone Roller Demo、Jitsi网络电话和视频会议客户端，还有一些商业产品，如Mathematica和InstallAnywhere（从8.0版开始）。

## 事务支持
HSQLDB 的2.0版本有三个事务控制模式。它支持读取未提交内容和可串行化隔离级别，支持表级锁或多版本并发控制(MVCC)，或者锁和MVCC结合。版本1.8.1只支持0级别事务隔离（未提交读）。

## 数据存储
HSQLDB有两个主要的表类型，用于持久读写数据的存储（即如果事务已成功提交,它能够保证出现系统故障时数据不丢失,并保持其完整性）。
默认的内存类型以SQL脚本的形式将所有的数据更改存储到磁盘中。在数据库引擎启动时，这些命令将被执行同时数据将重构到内存中。虽然这种行为不适用于非常大的表，但它提供了很高的性能优势，并且很容易调试。
另一种表类型是缓存型，它允许以降低性能为代价，存储千兆字节的数据。HSQLDB引擎只加载部分数据，在事务提交时将数据同步到磁盘。然而，在更新内存数据时，引擎总是会加载所有受影响的行。因此，如果不将其分成很多小任务就不可能实现大的更新。
其它表类型允许读写csv文件访问（例如，这些表可以参与在查询中使用JOINs、简化电子表格处理）和读写非持久内存数据存储。

## 发行版本
自2001年以来，HSQLDB已经发布了几个版本。早期的版本是基于中断的HypersonicSQL数据库引擎。在2010年发行的2.0版本，几乎所有的都是新代码，是按照标准SQL和JDBC 4的规范编写的。
2.3.2版本完全是多线程的，并且支持高性能2PL和MVCC（多版本并发控制）事务控制模型。参见2.3.2版本中的新特性列表。

## 相关連結
- 关系型数据库管理系统比较
- 内容管理系统列表
- 数据库管理系统
- Apache Derby

## 外部連結
- SourceForge.net上的HSQLDB
- 使用HSQLDB的软件（页面存档备份，存于）
- 关于HSQLDB的图书 (Google Books)
- 5年酝酿新版本——HyperSQL 2.0（页面存档备份，存于）
- 更多HSQLDB工具 （页面存档备份，存于）